# Dispositiu d'alleujament de pressió
Un dispositiu d'alleujament de pressió és una mecanisme que es pot usar en qualsevol recipient que contingui gasos o líquids a pressions majors a l'exterior que eviten que el recipient sofreixi trencaments davant elevacions excessives de pressió.
Aquests elements de seguretat són usualment usats en qualsevol recipient a pressió. Poden ser trobats en equips de la indústria química, d'aliments, de gas, petroli, energia, etc. o en elements d'ús domèstic, com per exemple els calefactors d'aigua elèctrics.

## Funció
La seva funció és protegir els diferents equips (recipients, bescanviadors de calor, bombes, compressors, etc.) davant un elevat augment de pressió, generalment a causa d'una falla en el procés.
Actuen alliberant el fluid (líquid o gas) que circula o s'emmagatzema en l'equip protegit, ja sigui a l'atmosfera o recipient col·lector especialment dissenyat per a tal funció.

Sistema d'una central atòmica. 1. Reactor 2. Nucli de reactor 3. Estabilitzador de pressió 4. Vàlvula de seguretat PSV 5. generador de vapor 6. Bomba 7. escut biològic 8. Turbina 9. Generador 10. Condensador 11. Bomba de recanvi.

## Tipus
Es poden trobar diversos tipus de dispositius: vàlvules de seguretat (en anglès: pressure safety valve, o PSV), vàlvules rompevacío, discos de ruptura (o RD, de l'anglès rupture disk).
Com a regla general el dispositiu ha d'actuar, o sigui, permetre la sortida del fluid del recipient, a una pressió inferior a la de falla del recipient. També han de permetre el traspàs d'un cabal de fluid tal que asseguri el descens immediat de la pressió en el recipient en qualsevol condició de funcionament del sistema que es tracti.

## Exemples d'utilització
Per exemple, en un tanc que rep aire d'un compressor, la vàlvula de seguretat ha d'obrir a una pressió inferior a la de trencament del tanc i ha de permetre la sortida d'un cabal igual o superior al cabal que és capaç de lliurar el compressor.
Quan s'instal·len discos de ruptura sota PSV's, el codi asme requereix que a l'espai entre el disc de ruptura i la PSV s'instal·li un manòmetre, vàlvula d'agulla. Si s'usa un interruptor de pressió per activar una alarma, l'ajust no haurà d'excedir el 5% de la pressió d'esclat especificada per al disc de ruptura.
Quan s'instal·lin discos de ruptura, els portadiscos s'hauran de proporcionar i instal·lar amb assegurances per prevenir instal·lar els discos de forma inversa. Els discos de ruptura s'instal·lessin solament en portadiscos aprovats específicament pel disc a ser utilitzat. En general, el portadisco serà de la mateixa marca del disc a utilitzar-se. Els portadiscos d'una altra marca hauran d'utilitzar-se solament amb aprovació de l'enginyer de planta.
S'haurà d'advertir als usuaris que el disc de ruptura no esclatés a la seva pressió de disseny si es genera una contrapresión entre el disc i la vàlvula de seguretat o la vàlvula de relleu de seguretat, la qual cosa resultés en fugides generades en el disc de ruptura a causa de la corrosió o a una altra causa. Hauran de col·locar-se en camp procediments de monitoratge adequat per detectar qualsevol contrapresión abans que aquesta es converteixi en un problema.
Algunes instal·lacions de discos de ruptura requeriran l'ús d'empaquetatges per segellar tots dos costats del disc. Els empaquetatges estàndards per a canonades poden no ser útils per a les instal·lacions de discos de ruptura.
El material d'empaquetatge ha de seleccionar-se de tal forma que proporcioni segell entre metall i metall del disc i del portadisco sense que mostri lliscament. S'ha de consultar al fabricant del disc i al grup de la planta per assegurar que s'estigui utilitzant l'empaquetatge adequat.
En processos en els quals diversos discos de ruptura tenen el seu aireig a un sistema col·lector, s'haurà de tenir instrumentació que indiqui quan un disc de ruptura està obert. Això és particularment important en processos bach on després d'algun període la “evidència” mostra per un mesurador de axiómetro pot no estar present (per exemple, totes les pressions tendeixen a igualar-se després que el sistema té un tret d'aturada). Poden requerir-se sensors de pressió i elements de temperatura connectats a algun registrador o alarma per “capturar” l'esdeveniment quan això ocorre.
Si existeix una possibilitat de congelament del PRD, s'haurà de proveir protecció ja sigui de traceo i/o aïllament. Això pot ser especialment crític en PRD's operats per pilot.